# 小行星69288
小行星69288（69288 Berlioz）是一颗绕太阳运转的小行星，为主小行星带小行星。该小行星于1990年10月11日发现。
該小行星以法國作曲家艾克托·白遼士命名。

## 轨道参数
小行星69288的轨道半长轴为2.6113936 UA，离心率为0.242。